# منتخب هونغ كونغ لهوكي الحقل للرجال
منتخب هونغ كونغ لهوكي الحقل للرجال هو ممثل هونغ كونغ الرسمي في المنافسات الدولية في هوكي الحقل
.